# Kama-reservoiret
 Der er for få eller ingen kildehenvisninger i denne artikel, hvilket er et problem. Du kan hjælpe ved at angive troværdige kilder til de påstande, som fremføres i artiklen.

Kama-reservoiret, også kendt som Perm-reservoiret (russisk: Камское водохранилище, Пермское водохранилище), er et reservoir formet af Kama Hydroelectric Stations dæmning nær Perm (bygget i 1954-1956). Kama-reservoiret har et overfladeareal på 1.915 km² og en vandvolumen på 12,2 kubikkilometer. Dets længde langs floden Kama er 272 km, med en bredde op til 30 km, gennemsnitsdybde på 6,3 m (med maksimumdybde på 30 m). Kama-reservoiret blev lavet for at støtte transport, energitik og vandforsyning. Det administrerer også reguleringen af gennemløbet i de forskellige sæsoner. Byerne Perm, Dobryanka, Tjermoz, Berezniki, Usolye og Solikamsk ligger langs bredden af Kama-reservoiret.